# Svědění

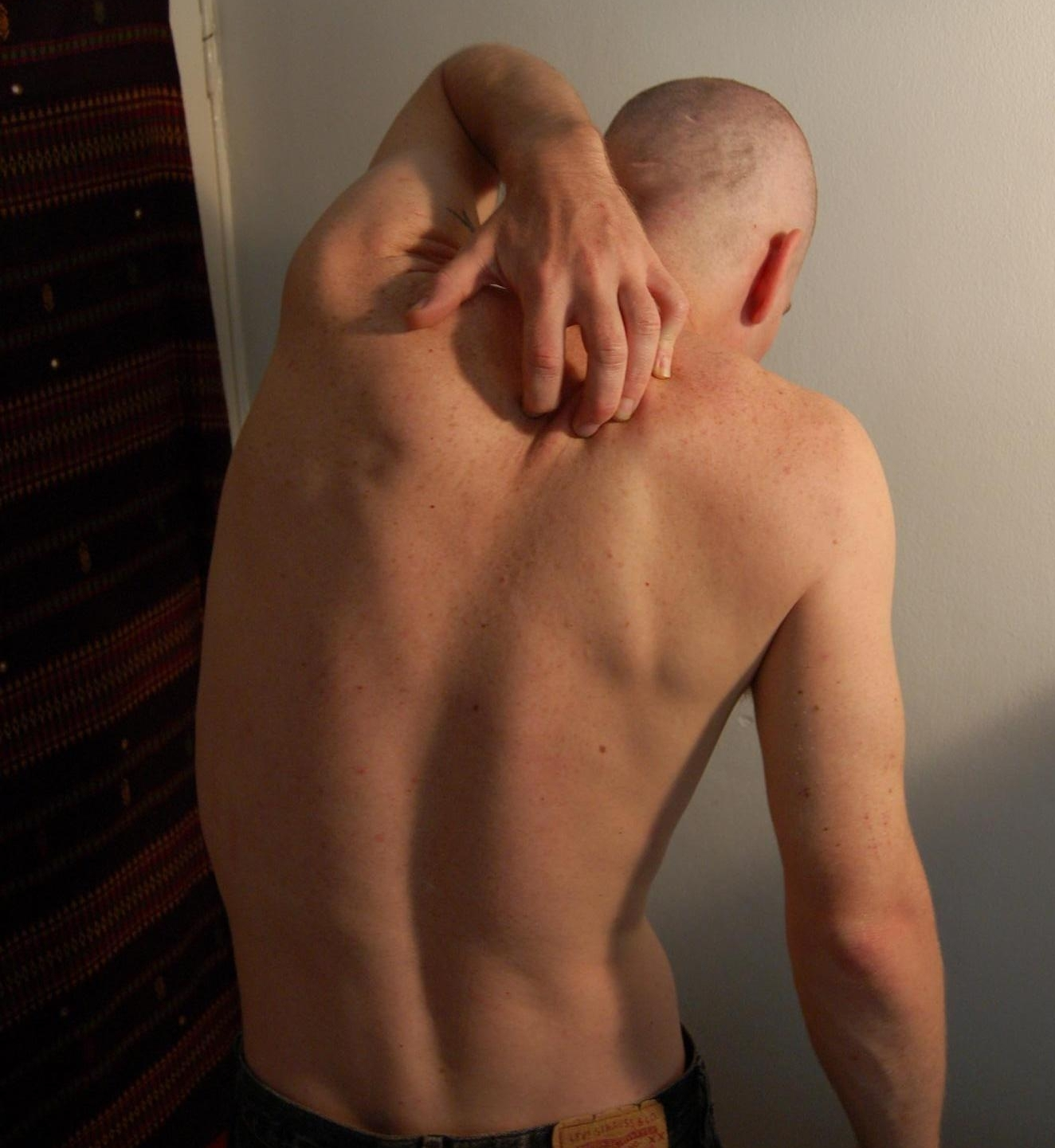
Svědění resp. škrábání postiženého místa

Svědění (pruritus) je veskrze nepříjemný pocit, který vzniká podrážděním kůže, sliznice, nebo změnou přenosu vzruchu v nervovém systému. Svědění obvykle člověka nutí k reflexnímu škrábání postiženého místa. Svědění je typ specifické bolesti.

## Mechanismus vzniku
Svědění může mít různé příčiny:
- základní (příčiny v místě pocitu):
  - svědění vzniká působením mediátorů (histamin, acetylcholin, serotonin, endogenní opioidy) na volná nervová zakončení C-vláken v kůži nebo ve sliznici
  - kožní onemocnění (např. opar, lupy, zánět, atd.)
  - bodnutí hmyzem
  - alergické reakce
  - parazitická onemocnění (např. roupy)[1]
- neuropatické (příčiny ovlivňující nervový přenos):
  - primární biliární cirhóza
  - cholestáza
  - selhání ledvin
  - roztroušená skleróza
  - urémie
- neurogenní: bez zřejmého poškození kůže, sliznic či nervů; obvykle se vysvětluje hromaděním endogenních opioidů
- psychogenní: svědění při různých psychiatrických onemocněních